# Liv Racing TeqFind
Liv Racing TeqFind (UCI код: LIV) — нидерландская женская профессиональная шоссейная велокоманда. Титульным спонсором команды является Liv, суббренд тайваньского производителя велосипедов Giant Bicycles. Спортивный директор команды — Эрик ван ден Бом.
Гонщицы Liv Racing участвуют в гонках женского мирового тура UCI и других престижных соревнованиях по женскому велоспорту по всему миру.

## История команды

### 2012
Первая победа команды в сезоне была одержана на Тур Дренте, где победу одержала Марианна Вос. Первая победа команды в общем зачёте была одержана на Гран-при Эльзи Якобс, где Вос снова победила, а также выиграла этап; Аннемик ван Влёйтен также выиграла пролог и этап. В 2012 году Вос выиграла 5 этапов Джиро Роза, женской версии Джиро д’Италия, а также победила в общем зачёте. После этого Вос выиграла общий зачёт Тура Лимузена. Вос продолжила свою уверенную серию побед, выиграв групповую шоссейную гонку на Олимпийских играх 2012 года в Лондоне. Последняя победа команды пришлась на Голландский женский тур, где Вос выиграла общий зачёт и одержала две победы на этапах. Позднее Вос выиграла групповую гонку на чемпионате мира 2012 года.

### 2013
Марианна Вос открыла счёт команды, одержав победу на чемпионате мира по велокроссу 2013 года. Первая победа команды в сезоне на шоссе была одержана на Drentse 8 van Dwingeloo, где победу одержала Вос. В дальнейшем Вос выиграла Тур Дренте и Тур Фландрии. Как и в предыдущем сезоне, первая победа в общем зачёте была одержана на «Гран-при Эльзи Якобс», где Вос выиграла общий зачёт, зачёт по очкам и победила на этапе. Как и в прошлом году, Аннемик ван Влёйтен выиграла стартовый пролог. Вос продолжила свою серию побед на однодневных гонках, выиграв в 7-Дорпеномлоп Албург и Дуранго-Дуранго Эмакумин Сариа. Вос не смогла сохранить свой титул победительницы на Джиро 2013 года, уступив Маре Эбботт, но выиграла очковую классификацию и три этапа. Вос также одержала победу на Трофи д’Ор.

### 2014
Сезон 2014 года ознаменовался для команды другим началом сезона. Марианна Вос поздно начала свой шоссейный сезон, оставив команду для поддержки других гонщиков в первых гонках года. Люсинда Бранд выиграла первую в этом году генеральную классификацию команды на туре Энергивахт Тур. Полин Ферран-Прево выиграла женскую велогонку Флеш Валонь Фемм, а Анна ван дер Брегген одержала победу на Дварс дор де Вестхук. Затем ван дер Брегген одержала победу в общем зачёте на Гран-при Эльзи Якобс. Вос выиграла очковую классификацию, а Ферран-Прево — горную и молодёжную классификации. Затем Вос одержала победу в общем зачёте на первом Вуменс Тур. В дальнейшем команда выиграла гонки на Эмакумин Бира (Ферран-Прево) и Джиро Роза (Вос). После этого Вос выиграла дебютную гонку Ла курс бай Тур де Франс.

### 2015
В январе команда заняла 1-е и 3-е место в чемпионате мира по велокроссу с Полин Ферран-Прево и Марианной Вос соответственно. Это был год, когда Вос находилась в режиме восстановления, взяв отпуск из-за травмы. В первой европейской шоссейной гонке сезона Омлоп Хет Ниувсблад команда ехала очень уверенно. За 30 километров (19 миль) до финиша Анна ван дер Брегген вместе с Эллен ван Дейк (Boels–Dolmans) вырвалась из лидирующей группы в составе 15 гонщиц на Моленберге. Дуэт увеличил своё преимущество на последующих булыжных участках, сдерживая группу преследования до финиша, где ван дер Брегген выиграла спринт.
В декабре 2015 года Rabobank объявил о прекращении спонсорства профессионального спорта в конце 2016 года, что заставило команду искать нового спонсора.

### 2016
В ноябре 2016 года команда объявила, что в 2017 году она будет называться WM3 Pro Cycling, подписав пятилетний спонсорский контракт с компанией WM3 Energie, расположенной в Нидерландах. Спонсорство Rabo-Liv прекратилось в конце 2016 года.
Марианна Вос возглавила команду, в которую вошли Анушка Костер, Катаржина Невядома, Валентина Скандолара, Яра Кастелейн, Жанна Кореваар, Моник Теннигло, Ротем Гафинович, Анна Плихта, Лорен Китчен и Риеянне Маркус.

### 2017
Марианна Вос начала год с участия в соревнованиях по велокроссу, выиграв восемь из двенадцати гонок, в которых она участвовала. Она в шестой раз выиграла чемпионат Нидерландов по велокроссу 2017 года. 28 января на чемпионате мира по велокроссу 2017 года в Люксембурге она заняла второе место.
В октябре команда объявила, что WaowDeals присоединится к команде в качестве титульного спонсора, а WM3 останется с командой в качестве вторичного спонсора после заключения пятилетнего соглашения с командой зимой 2016 года.

## Сезон 2023 года
| Состав 2023               | Состав 2023      | Состав 2023                      | Состав 2023 |
| Гонщик                    | Дата рождения    | Предыдущая команда               |             |
| ------------------------- | ---------------- | -------------------------------- | ----------- |
| Каролин Андерссон         | 29 июля 2001     | Coop-Hitec Products (2022)       |             |
| Ракеле Барбьери           | 21 февраля 1997  | Bepink (2019)                    |             |
| Ева Бурман                | 7 сентября 1994  | Tibco-Silicon Valley Bank (2021) |             |
| Талита Де Йонг            | 6 ноября 1993    | Jegg-de Jonge Renner (2022)      |             |
| Валери Деми               | 17 января 1994   | Lotto Soudal Ladies (2018)       |             |
| Мави Гарсия               | 2 января 1984    | UAE Team ADQ (2022)              |             |
| Марта Яскульская          | 25 марта 2000    |                                  |             |
| Жанна Кореваар            | 24 сентября 1996 | Jan van Arckel (2015)            |             |
| Ayesha McGowan            | 2 апреля 1987    |                                  |             |
| Тереза Нойманова          | 9 августа 1998   | World Cycling Centre (2021)      |             |
| Катя Рагуза               | 19 мая 1997      | A.R. Monex Women's (2021)        |             |
| Silke Smulders            | 1 апреля 2001    | Lotto Soudal Ladies (2021)       |             |
| Сабрина Стултинс          | 8 июля 1993      | Sunweb (2017)                    |             |
| Quinty Ton                | 4 августа 1998   | GT Krush Tunap (2021)            |             |
| Эмбер ван дер Хюлст       | 21 сентября 1999 | Parkhotel Valkenburg (2021)      |             |
|                           |                  |                                  |             |
| Источник: ProCyclingStats |                  |                                  |             |

| 24 июн | Чемпионат Испании - групповая гонка | CN | Мави Гарсия |